# On a Day Like Today (singolo)
On a Day Like Today è un singolo di Bryan Adams, pubblicato come primo estratto dall'ottavo album in studio, di cui è la title track dell'omonimo album, è stata co-scritta insieme a Phil Thornalley. 

## Composizione
Il brano è stato scritto mentre Adams era in Giamaica,  era impegnato nello scrivere brani per il nuovo album On a Day Like Today, quando Phil Thornalley gli ha inviato una demo del brano, Adams ha apprezzato il brano, e ha deciso di completarlo e pubblicarlo, facendone la title track dell'album. Questa è stata la prima collaborazione fra Adams e Thornalley.

## Rilascio e ricezione critica
La canzone è stata pubblicata il 22 settembre 1998, ha raggiunto la posizione numero uno in Canada e la tredicesima posizione nella classifica dei singoli più venduti in Inghilterra, ma la canzone è stata ignorata negli Stati Uniti, dove non ha raggiunto sia la Billboard Hot 100 e la Mainstream Rock Songs. Larry Flick di Billboard ha scritto: "Questo è il singolo che i sostenitori di Adams nelle top 40 radio stavano aspettando. Lo mostra abilmente a cavallo del confine tra il personaggio rock da arena che i suoi irriducibili discepoli adorano e il crooner più morbido, più guidato dalle ballate che ha fatto brani preferiti come (Everything I Do) I Do It for You. Nel taglio del titolo del suo prossimo album, Adams e il collaboratore Phil Thornalley hanno meticolosamente realizzato una bella canzone che si sviluppa gradualmente da un'apertura acustica introversa fino a un corposo rock power ballad. L'elemento che fa funzionare così bene questa traccia è un'iniezione così sottile di armonie pop psichedeliche e archi quasi sinfonici. Alla fine, questa è una versione rinfrescante che fa ben sperare per il futuro dell'artista duraturo a radio pop."

## Video clip
Il video è stato diretto dal regista Joseph Kahn. In uno spezzone del video vede Bryan Adams passeggiare con un Elefante per le strade di Londra.

## Tracce
CD singolo
1. On a Day Like Today (versione LP) – 3:31 (Adams, Phil Thornalley)
2. On a Day Like Today (Pants Down mix) – 3:29 (Adams, Thornalley)

CD singolo 2
1. On a Day Like Today – 3:30 (Adams, Thornalley)
2. She Believes in Me (demo) – 3:19 (Adams, Eliot Kennedy)
3. On a Day Like Today (Pants Down mix) – 3:29 (Adams, Thornalley)

CD singolo 3
1. On a Day Like Today – 3:30 (Adams, Thornalley)
2. Bin There, Done That – 3:21 (Adams, Kennedy)
3. The Only Thing That Looks Good on Me Is You (alternate mix) – 3:37 (Adams, Thornalley)

## Formazione
Musicisti
- Bryan Adams – voce, chitarre
- Phil Thornalley – basso, chitarre
- Mickey Curry – batteria
- Bob Buckley – arrangiatore e direttore d'orchestra
- David Munday, Phil Thornalley – arrangiamenti archi
- Vancouver Symphony Orchestra  – archi

Tecnici
- Bryan Adams, Phil Thornalley  – produzione
- Randy Staub – tecnico di registrazione
- Dean Maher,  Phil Thornalley e Phil Western – tecnico di registrazione aggiunto
- Ron Vermeulen – assistente tecnico
- Olle Romo – programmazione
- Bob Clearmountain – missaggio

## Classifiche

### Classifiche settimanali
| Classifica (1998)           | Posizione massima |
| --------------------------- | ----------------- |
| Austria                     | 32                |
| Belgio (Fiandre)            | 4                 |
| Canada                      | 1                 |
| Canada (Adult Contemporary) | 1                 |
| Europa                      | 46                |
| Germania                    | 53                |
| Nuova Zelanda               | 19                |
| Paesi Bassi                 | 10                |
| Regno Unito                 | 13                |
| Regno Unito (physical)      | 13                |
| Scozia                      | 12                |
| Svizzera                    | 32                |
| Ungheria                    | 9                 |

### Classifiche di fine anno
| Classifica (1998)           | Posizione |
| --------------------------- | --------- |
| Canada                      | 95        |
| Canada (adult contemporary) | 14        |